# Ґачиська
Ґачиська (пол. Gaczyska) — село в Польщі, у гміні Бараново Остроленцького повіту Мазовецького воєводства.
Населення — 155 осіб (2011).
У 1975-1998 роках село належало до Остроленцького воєводства.

## Демографія
Демографічна структура станом на 31 березня 2011 року:
|          | Загалом | Допрацездатний вік | Працездатний вік | Постпрацездатний вік |
| -------- | ------- | ------------------ | ---------------- | -------------------- |
| Чоловіки | 79      | 14                 | 51               | 14                   |
| Жінки    | 76      | 16                 | 36               | 24                   |
| Разом    | 155     | 30                 | 87               | 38                   |